# Orville Gibson
Orville H. Gibson (Maio de 1856 — 21 de agosto de 1918) foi um luthier estadunidense, fundador da Gibson, na cidade de Kalamazoo, Michigan, em 1902.
Orville começou a fabricar instrumentos em sua oficina caseira em 1894, em Kalamazoo. Sem nunca ter tido aulas, Orville criou um estilo completamente novo de bandolins e guitarras, com tampões arqueados como os dos violinos. Suas criações foram tão diferentes que ele conseguiu uma patente de seu design. Mais importante, eles tinham o som mais alto e eram mais duráveis que seus concorrentes, e os músicos rapidamente começaram a sobrecarregá-lo com encomendas, uma vez que ele trabalhava sozinho.
Seguindo a força das idéias de Gibson, cinco empresários de Kalamazoo formaram a Gibson Mandolin Guitar Mfg. Co. Ltd. em 1902. Num curto período de tempo, expediu-se uma ordem para que se pagasse a Orville Gibson "por seus serviços prestados à companhia", e após isso não há indicações claras se Orville continuou a trabalhar em tempo integral na companhia ou apenas deu consultoria. Orville era considerado excêntrico e questionou-se através dos anos se ele não sofria de algum transtorno mental.
A partir de 1908, Orville Gibson passou a ganhar um salário de 500 dólares pela Gibson Mandolin-Guitar Manufacturing Co. (hoje equivalente a 20.000 dólares). Ele passou por vários internamentos em hospitais entre 1907 e 1911, até que foi hospitalizado pela última vez em 1916, no hospital psiquiátrico St. Lawrence, vindo a morrer em 21 de agosto de 1918.